# Nová Ves u Nového Města na Moravě
Nová Ves u Nového Města na Moravě é uma comuna checa localizada na região de Vysočina, distrito de Žďár nad Sázavou.